# Contrat de sécurisation professionnelle
Pour les articles homonymes, voir CSP.
Le contrat de sécurisation professionnelle (CSP) est un dispositif français d'accompagnement des salariés ayant subi un licenciement économique. L'adhésion au CSP est une rupture du contrat de travail du fait d'un commun accord des parties.
Ce dispositif a remplacé, depuis le 1er septembre 2011, les mécanismes de la convention de reclassement personnalisée (CRP) et le contrat de transition professionnelle (CTP).

## Dispositif
Le CSP prévoit l'organisation et le déroulement d'un parcours de retour à l'emploi. Des mesures d'accompagnement peuvent notamment comprendre des périodes de formation et de travail en entreprise. Le CSP peut permettre d'effectuer des périodes de travail en entreprise rémunérées.

### Acceptation ou refus
Le salarié dispose d'un délai de réflexion de 21 jours, à partir de la remise du document, pour accepter ou refuser la proposition. L'absence de réponse dans le délai prévu est assimilée à un refus du CSP par le salarié. Si le salarié accepte de bénéficier d'un CSP, son contrat de travail est rompu d'un commun accord, à la date de fin du délai de réflexion. Si le salarié refuse d'adhérer au CSP, la procédure de licenciement économique suit son cours normal.

### Indemnisation
Le salarié perçoit l'indemnité de licenciement (s'il remplit les conditions d'ancienneté). Il perçoit également toute indemnité prévue par la convention collective due en cas de licenciement économique.
Le salarié ne perçoit pas d'indemnité compensatrice de préavis, puisque le contrat est rompu dès la fin du délai de réflexion pour accepter le CSP. Toutefois, le salarié perçoit une indemnité, selon son ancienneté dans l'entreprise et dans les conditions suivantes :
- Inférieure à 1 an : Si le salarié a moins d' 1 an d'ancienneté, il perçoit une l'indemnité compensatrice de préavis. Le montant de l'indemnité correspond à ce que le salarié aurait dû percevoir  en cas de licenciement.
- Au moins 1 an : Si le salarié a plus d' 1 an d'ancienneté dans l'entreprise, l'employeur verse à Pôle emploi l'équivalent de l'indemnité que le salarié aurait perçue. Toutefois, si ce montant est supérieur à 3 mois de salaire, la part d'indemnité supérieure à ces 3 mois est versée au salarié.

Le bénéficiaire du CSP a droit au versement de l'allocation de sécurisation professionnelle (ASP). Son montant varie en fonction de l'ancienneté du salarié dans l'entreprise :
- Inférieure à 1 an : Le salarié ne justifiant pas d' 1 an d'ancienneté dans l'entreprise bénéficie d'une allocation dont le montant équivaut au montant de l'allocation de retour à l'emploi (ARE).
- Au moins 1 an : Le salarié justifiant d'au moins 1 an d'ancienneté dans l'entreprise bénéficie d'une allocation dont le  montant  équivaut à 75 % de son salaire journalier de référence. Cette allocation ne peut pas être inférieure  au montant de l'allocation de retour à l'emploi (ARE) qu'il aurait perçu s'il n'avait pas bénéficié du CSP.

Le salarié qui accepte un CSP bénéficie d'un entretien individuel de pré-bilan d'évaluation des compétences et d'orientation professionnelle. Cet entretien est destiné à identifier le profil et le projet de reclassement du bénéficiaire. Il est réalisé dans les huit jours qui suivent la date d'adhésion au CSP, entre le salarié et Pôle emploi (ou l'opérateur chargé du dispositif CSP dans le bassin d'emploi de l'entreprise).

### Fin du CSP
La durée du CSP est fixée à 12 mois. Le CSP prend fin avant son terme si son bénéficiaire est dans une des situations suivantes :
- Il refuse une action de reclassement et de formation (ou ne s'y présente pas)
- Il refuse à 2 reprises une offre raisonnable d'emploi
- Il fait des déclarations inexactes ou présente de fausses attestations afin de bénéficier du CSP.

Si, à la fin du CSP, le bénéficiaire est toujours à la recherche d'un emploi, il peut percevoir l'allocation chômage d'aide au retour à l'emploi (ARE). Il perçoit l'ARE sans différé d'indemnisation, ni délai d'attente. La durée d'indemnisation est réduite du nombre de jours durant lesquels le bénéficiaire du CSP a perçu l'allocation de sécurisation professionnelle (ASP).
En cas de reprise d'activité en CDD d'au moins 6 mois ou en CDI, le salarié ne bénéficie plus du dispositif CSP. Le versement de l'allocation de sécurisation professionnelle (ASP) cesse.

#### Prime de reclassement
Le bénéficiaire du CSP ayant au moins 1 an d'ancienneté dans l'entreprise au moment de son licenciement, peut percevoir une prime de reclassement. Le bénéficiaire doit avoir retrouvé un emploi (CDI, CDD ou contrat de travail temporaire de plus de 6 mois) avant la fin du 10e mois de CSP. Le montant de la prime de reclassement est équivalente à la moitié des droits en cours de l'allocation de sécurisation professionnelle (ASP). Elle est versée en 2 fois : à la reprise d'activité, et 3 mois après uniquement si l'activité perdure. La demande doit être faite auprès de Pôle emploi dans les 30 jours suivant la reprise d'emploi.

## Conditions
Le contrat de sécurisation professionnelle ne concerne que les entreprises de moins de 1 000 salariés ayant engagé une procédure de licenciement économique, ou celles de plus de 1 000 salariés qui sont en redressement ou en liquidation judiciaire et ont engagé une procédure de licenciement économique.
Par ailleurs, certaines conditions doivent être remplies :
- Le CSP doit être proposé aux salariés dont le licenciement économique est envisagé et ayant au moins un an d'ancienneté.
- Les salariés ayant moins d'un an d'ancienneté peuvent bénéficier du CSP s'ils justifient des conditions ouvrant droit au bénéfice de l'allocation d'aide au retour à l'emploi (ARE).
- Les salariés concernés doivent être aptes à l'emploi.

## Bilan 2012-2013 du contrat de sécurisation professionnelle
D'après une étude OpinionWay-Opcalia, 50 % des bénéficiaires d'un contrat de sécurisation professionnelle ont retrouvé un emploi, mais ils ont dû faire des concessions en termes de salaire, ainsi 51 % gagnent moins par rapport à leur ancien poste. Quant à la proximité géographique de leur nouvel emploi, seuls 29 % se sont éloignés.